# Eriko Sanmijaová
Eriko Sanmijaová (japonsky 三宮恵利子, Sanmija Eriko; * 19. září 1974 Kuširo) je bývalá japonská rychlobruslařka.
V roce 1993 poprvé nastoupila do závodů Světového poháru. Na mistrovství světa na jednotlivých tratích debutovala v roce 1996 šestnáctým místem v závodě na 500 m a jedenáctým místem na dvojnásobné distanci. Startovala na Zimních olympijských hrách 1998, kde se umístila na jedenácté (500 m) a osmé (1000 m) příčce. V následujících letech se pohybovala v popředí Světového poháru na nejkratších tratích, čtyřikrát byla třetí v celkovém hodnocení. Na Mistrovství světa na jednotlivých tratích 2000 se umístila v závodě na 500 m na pátém místě, na kilometru byla sedmá. Tentýž rok obsadila čtvrtou příčku na světovém sprinterském šampionátu. Na Mistrovství světa ve sprintu 2001 vybojovala stříbrnou medaili. Zúčastnila se zimní olympiády 2002, kde dojela na jedenácté (500 m) a sedmnácté (1000 m) příčce. Po sezóně 2001/2002 ukončila sportovní kariéru.